# Теніази
Теніа́зи / Теніїдо́зи (лат. Taeniasis) — під такою назвою в МКХ-10 (В.68) поєднують дві паразитарні інвазії (гельмінтози): таку, яку зумовлює бичачий ціп'як (теніаринхоз) і таку, яку породжує свинячий ціп'як (теніоз), при яких зазвичай зараження людини відбувається при вживанні сирого м'яса яловичини або свинини або м'ясних продуктів з них, які інвазовані фінами. При цьому люди є кінцевими хазяями цих інвазій. При ураженні людини проміжними формами — цистицерками, що можливе при інвазії, яку спричинює свинячий ціп'як, вирізняють окремо як «Цистицеркоз» (В.69). ВООЗ вважає доцільним останнім часом долучати до цієї групи нечисленні випадки захворювання людей Taenia asiatica, які відбуваються виключно в Азії. Їх відносять до В.68.9 «Невизначені теніази».

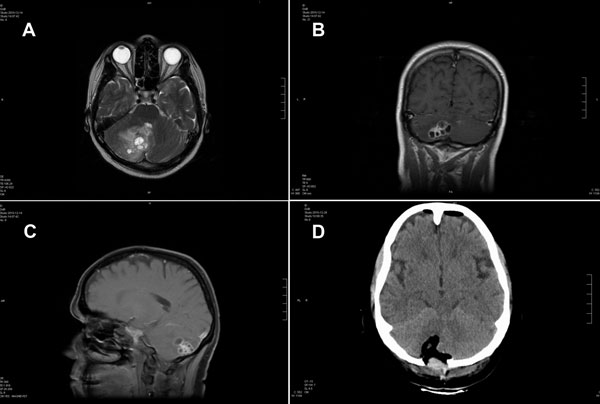
МРТ головного мозку при ураження Taenia crassiceps — простежуються окремі паразитарні кисти, які особливо видно на томограмі В.

Ще більш рідкими є ураження людей Taenia crassiceps, описані ураження виключно личинковими формами, через що такі випадки згідно МКХ-10 можна безпосередньо відносити як до «Невизначених теніазів», так і до «Цистицеркозу» (В.69).
Теніази відносять до групи забутих тропічних хвороб.

## Етіологія
Детальніші відомості з цієї теми ви можете знайти в статті Ціп'як бичачий.
Детальніші відомості з цієї теми ви можете знайти в статті Ціп'як свинячий.

## Епідеміологічні особливості теніазів
Детальніші відомості з цієї теми ви можете знайти в статті Теніаринхоз.
Детальніші відомості з цієї теми ви можете знайти в статті Теніоз.

## Особливості патогенезу та клінічного перебігу
Детальніші відомості з цієї теми ви можете знайти в статті Теніаринхоз.
Детальніші відомості з цієї теми ви можете знайти в статті Теніоз.

## Діагностика
Особливістю діагностики теніазів є те, що при мікроскопічному дослідженні яєць теніїд розрізнити їх одне від одного не є можливим, тому потрібно обов'язково дослідження проглотид (сегментів тіла цих стрічкових гельмінтів).

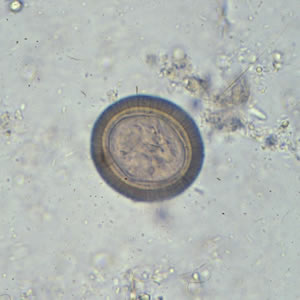
Яйце теніїд у нативному нефарбованому мазку свіжих фекалій.

Детальніші відомості з цієї теми ви можете знайти в статті Теніаринхоз.
Детальніші відомості з цієї теми ви можете знайти в статті Теніоз.

## Лікування і профілактика
Детальніші відомості з цієї теми ви можете знайти в статті Теніаринхоз.
Детальніші відомості з цієї теми ви можете знайти в статті Теніоз.